# Agelastes
Agelastes é um gênero da família Numididae.

## Espécies
É formado por duas espécies:
- Pintada-de-peito-branco, Agelastes meleagrides
- Pintada-preta, Agelastes niger